# 예원

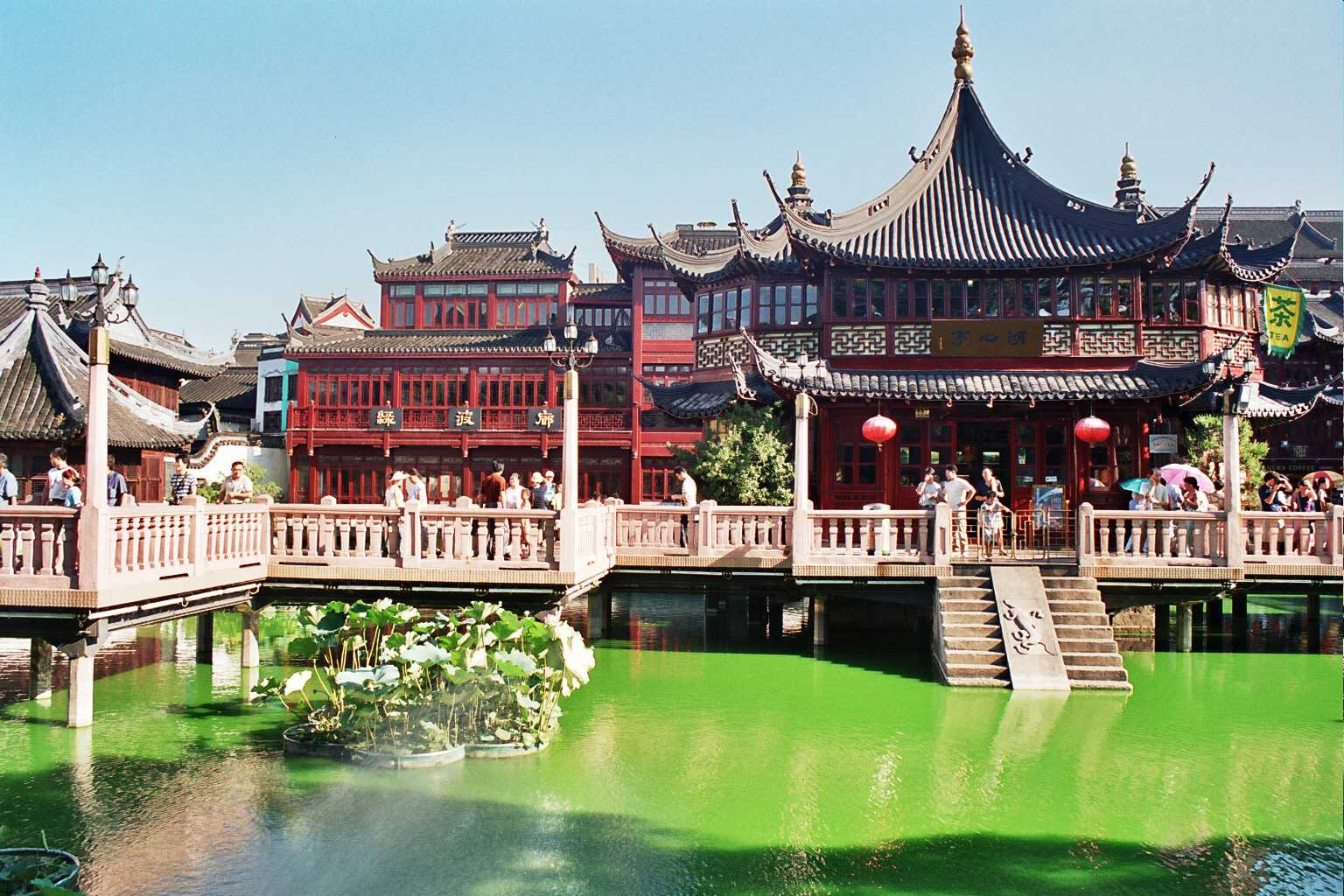
예원의 후신팅

예원(중국어 간체자: 豫园, 정체자: 豫園, 병음: Yùyuán 위위안[*])은 상하이 구시가지 푸시의 중앙에 위치하고 있는 명청시대의 양식을 가지고 있는 정원이다. 중국 정원 중에서도 가장 섬세하고 아름답다고 평가받고 있다.

## 역사
예원은 반윤단(潘允端)에 의해 명나라 가정(嘉靖) 연간 1559년 개인 정원으로 만들기 시작하여, 1577년에 완공되었는데, 거의 20년이 걸렸다고 한다. 예원은 명조의 관리였던, 그의 아버지 '반은(潘恩)'을 기쁘게 하기 위해 만들기 시작했는데, 완공이 되었을 때, 그의 부모는 이 세상 사람이 아니었고 그 자신도 몇 년 살지도 못하고 병으로 죽었다.
건립 후 상인이 매입을 하여 1760년까지 방치되어 있다가, 1842년 아편전쟁이 일어나자, 영국군이 이곳을 5일간 점령했다고 한다. 태평천국의 반란동안 황군에 점령되었다가 다시 1942년 일본군에 의해 심하게 손상을 입었다. 그러다가 1956년부터 1961년 사이에 상하이 시 정부에 의해 보수되었고, 1961년에 일반에 개방되었다. 1982년에 국가 단위의 문화재로 공표되었다.

## 주요 건물
오늘날 예원은 2만평방 미터의 면적을 가지고 있으며, 수저우 정원 스타일의 6개의 구역으로 나뉘며, 주요 건물로는 다음과 같은 것이 있다.
- 삼수당(三穗堂): 1760년 완공
- 점춘당(點春堂): 문인들이 강론을 주고 받았던 곳이다.
- 대가산(大假山): 윈난에서 2만 2천여 톤의 무강석을 가져와 12m 높이로 쌓아 올린 인공산이다.
- 득월루(得月樓):
- 옥영롱(玉玲瓏)
- 청도각(聽濤閣)
- 내원(內園)
- 지당(池塘)

## 주요 볼거리
이 중 예원을 대표할 만한 것은 후신팅(湖心亭, 호심정)으로 이곳을 연결하는 구곡교(九曲橋)와 함께 가장 인상적이다. 이 후신팅은 상하이를 찾는 세계 각국의 유명인사들이 방문을 하여, 사인을 남겨놓은 곳으로도 유명하다.
예원 주위에는 후신팅 앞으로 성황묘와 상하이 라오(상하이 옛거리)제는 옛 상하이의 정취를 맛 볼 수 있는 몇 안되는 장소 중의 하나이며, 청나라 때의 건물이면서, 쇼핑가로 이름난 예원상청도 유명한 볼거리 중의 하나이다.
- 성황묘
- 후신팅(湖心亭)
- 상하이 옛거리(上海古街)
- 예원상청(豫园商城)

예원은 푸시에 있기 때문에 난징루(南京路), 신톈디(新天地) 등과도 가깝다.

### 호텔
- 상하이 노반점(上海老飯店,Shanghai Classical Hotel)
- 상해예원만려호텔(上海豫園萬麗酒店,Renaissance Shanghai Yuyuan Hotel)

## 갤러리

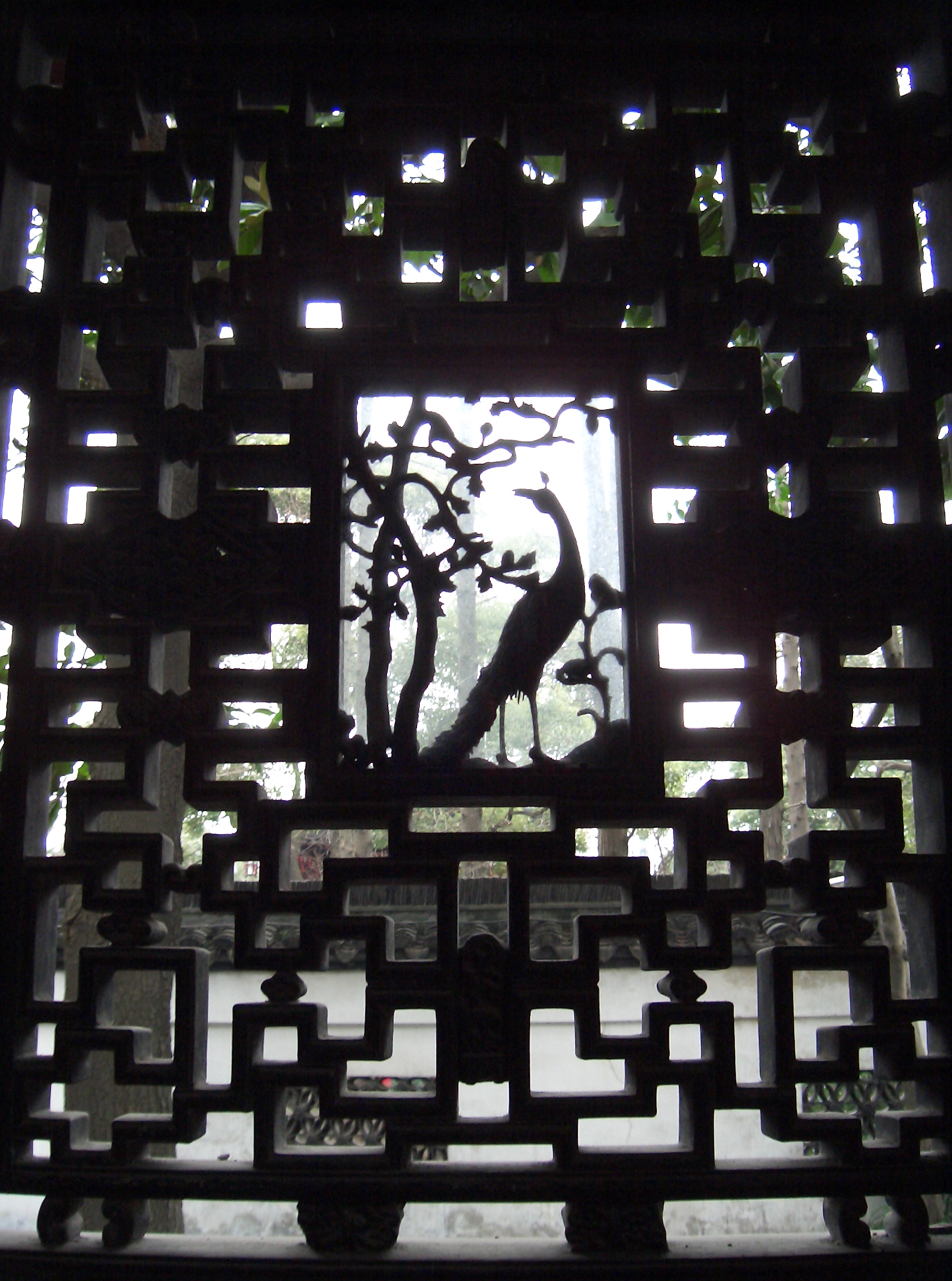
정원의 창문 살.
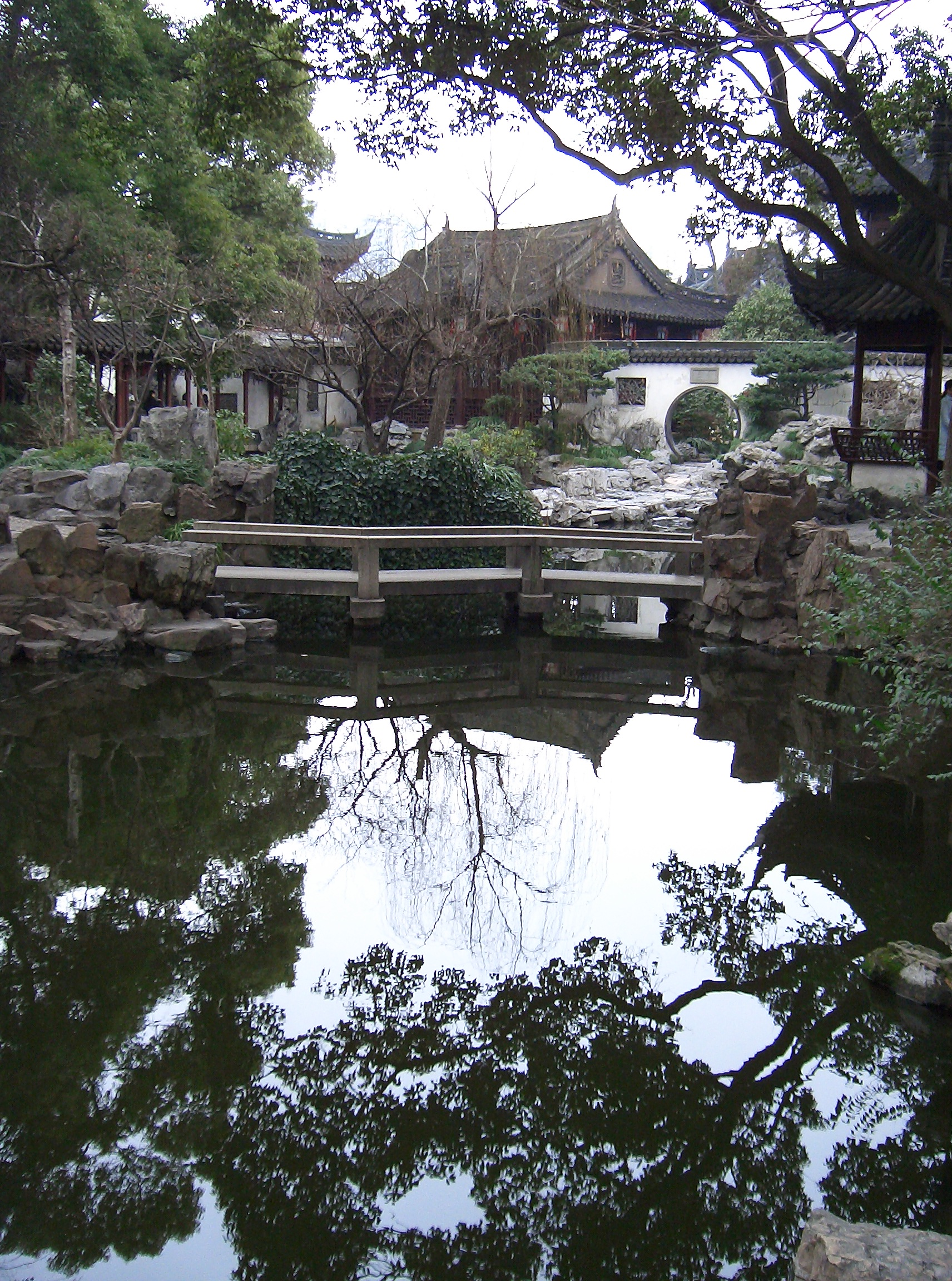
대가산과 연못

## 같이 보기
- 상하이 성황묘